# Oratorio della Madonna della Cava
L'oratorio della Madonna della Cava si trova a Casciana Alta nel comune di Casciana Terme Lari.
Dedicato all'Immacolata Concezione, fu costruito fra il 1607 e il 1613.
Detta semplicemente dal popolo "Madonna della concezione" (o più precisamente "della Oncezione") - richiamando in tal maniera la festività della Concezione di Maria, ovvero dell'incarnazione, fino al XVIII secolo capodanno toscano -, la chiesa è di modeste proporzioni. Presenta un'originale pianta ottagonale ed è circondato su sei lati da un portico su cui affacciano tre portali. All'interno, un raffinato altare in marmi su cui è esposta l'immagine della "Madonna con il Bambino", affresco staccato; sulle pareti, particolarmente significativo è il ciclo di sette tele di soggetto mariano, opera del pittore fiorentino Anton Domenico Bamberini, protagonista della pittura tardo barocca a San Miniato e in Valdera.